# Pogoń Puławy
Pogoń Puławy – klub sportowy założony w 1994 roku przez Andrzeja Kozłowskiego i Henryka Papiernika. Od roku 1994 do sezonu 1999/2000 Pogoń plasowała się raczej w środku III ligowej tabeli, bez żadnych większych sukcesów.
Sezon 1999/2000 okazał się przełomowym. Puławski zespół składający się w większości z juniorów zajął 3 miejsce w tabeli III ligi i uzyskał prawo do gry w barażach, jednak wywalczone 3 miejsce nie dało awansu do II ligi. Rok po tym wydarzeniu Juniorzy awansowali do ćwierćfinałów Mistrzostw Polski.
Od sezonu 1999/2000, przez kolejne 3 sezony, zespół zdobywał prawo do gry w barażach, lecz za każdym razem plasował się na trzeciej pozycji. W sezonie 2003/2004 decyzją PZKOSZ Pogoń, mimo że nie wygrała baraży, została dopuszczona do gry w II lidze. Puławska drużyna odniosła 3 zwycięstwa i spadła z ostatniej pozycji do trzeciej ligi. Po tym wydarzeniu klub praktycznie się rozpadł. Honoru puławskiego basketu broniła drużyna Młodzików walcząca w Wojewódzkiej Lidze. 
W sezonie 2006/2007 drużyna seniorów pod wodzą Piotra Karolaka wywalczyła pierwsze miejsce w 3 lidze z 10 wygranymi i z żadną porażką.
Kierownikiem drużyny jest Witold Wójcik, ojciec Mateusza Wójcika - zawodnika puławskiego klubu.